# Sauce duck

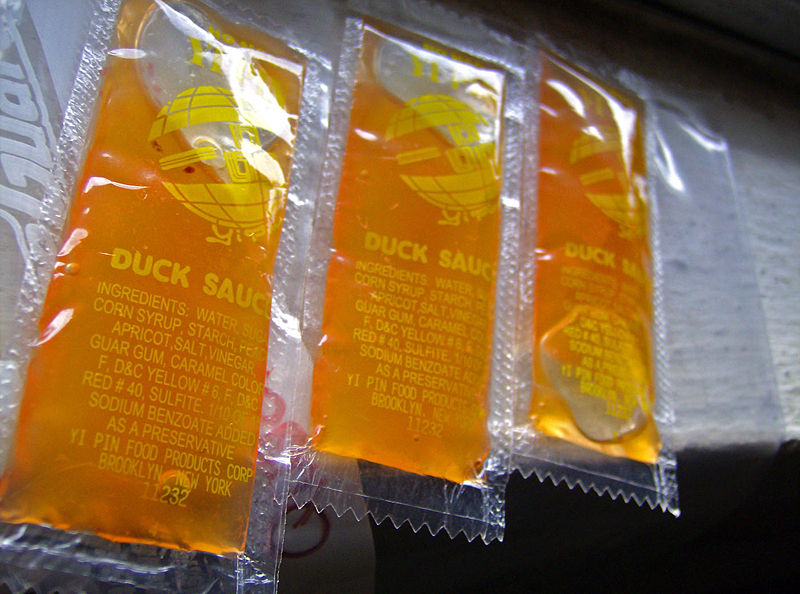
Paquets de sauce duck.

La sauce duck (« sauce canard ») est un condiment à la saveur douce et aigre, translucide, orange, ayant l'apparence d'une gelée. Elle est offerte dans les restaurants « chinois » aux États-Unis et est utilisée pour accompagner les plats frits comme du canard, du poulet, du poisson, des rouleaux de printemps, des pâtés impériaux, du riz ou des nouilles. On la fournit souvent dans des emballages en plastique avec la sauce de soja, la moutarde, la sauce chaude ou la poudre de piment rouge. En Nouvelle-Angleterre, elle est d'habitude de couleur brun clair et est généralement faite de pommes.

## Ingrédients
Elle peut être à base d'abricots, de prunes ou de pêches, avec addition de sucre, de vinaigre, de gingembre et de piment. Elle est utilisée dans la cuisine traditionnelle chinoise sous la forme de « sauce de prunes » (en).